# 勁爆美國職籃95
《勁爆美國職籃95》是由美國遊戲廠商美商藝電開發、以美國職籃NBA為主題的電子體育遊戲。起初於電視遊樂器超级任天堂、Mega Drive上推出，之後另有發行個人電腦平台的版本。而《勁爆美國職籃95》亦為該遊戲系列《勁爆美國職籃》的首款作品。

## 遊戲方式
在遊戲的季賽模式上除了能讓玩家打滿NBA正規的82場賽事外，也可依個人喜好調整季賽場次的多寡，而各節數的比賽時間長短也可調整。
除季賽模式外也可讓玩家直接挑戰季後賽、或是明星賽以及單場模式。另個人電腦版本上增加遊樂器版本未有的球員交易轉隊功能。

## 系統要求
在個人電腦的MS-DOS作業系統平台版本上的《勁爆美國職籃95》；未像其它一般遊戲會要求以QEMM套件對傳統記憶體容量作容間上的調整，僅要求延伸記憶體能超過7MB的大小。而台灣PC遊戲雜誌《新遊戲時代》當時以最低硬體配件測試時仍能達到遊戲順暢效果，而肯定美商藝電在改版上的能力。

## 肖像版權
一些球星因肖像條約沒談妥成功而未將個人面貌圖示顯示在遊戲裡，如麥可·喬丹、查爾斯·巴克利與大衛·羅賓遜，但當時已有一些善於破解遊戲程式內容的玩家私下製作；發佈出能正確秀出以上人物圖像的更新檔。

## 評價
台灣PC遊戲雜誌《電腦玩家》評析《勁爆美國職籃95》雖然有程式的人工智慧、以及遊戲中在犯規判斷上的一些問題，但對於遊戲畫面、可玩性以及各球員統計資料方面給予肯定，並認為是在此之前個人電腦平台上最佳的籃球遊戲。日本的《Fami通》週刊第323期則給予此作品10分裡的8分成績，另1995年北美的《Game Players》雜誌將SFC版本的《勁爆美國職籃95》列為當年最好的體育類型電子遊戲。